# Camarophyllopsis peckiana
Camarophyllopsis peckiana är en svampart som först beskrevs av Howe, och fick sitt nu gällande namn av Boertm. 2002. Camarophyllopsis peckiana ingår i släktet Camarophyllopsis och familjen Hygrophoraceae.   Inga underarter finns listade i Catalogue of Life.